# Листоколосник
Листоколо́сник, или Филлостахис (лат. Phyllostáchys; от др.-греч. φύλλον, phyllon — лист и στάχυς, stachys — колос), — род бамбуков семейства Злаки (Poaceae), распространённый в Восточной и Юго-Восточной Азии (Китай, Индия, Япония, Мьянма).

## Ботаническое описание
Крупные растения, достигающие 18—20 м высоты. Корневище ползучее. Стебли ребристые, с выдающимися узлами и относительно короткими междоузлиями. Покровные чешуи рано опадающие. Листья на черешках, средней величины, с сетчатым жилкованием, соединены посредством сочленения с влагалищами листьев, которые всегда очень малы.
Соцветие — рыхлая, малоколосковая метёлка, при основании окруженная крупными, черепитчато налегающими друг на друга, предлистниками. Колоски 1—4-цветковые до 2—3 см длиной. Колосковые чешуи неодинаковые, голые. Нижняя цветковая чешуя яйцевидно-ланцетная, заострённая. Верхняя цветковая чешуя с 2 жилками, часто с 2 остриями. Цветочных плёнок обычно 3, ланцетовидных. Тычинок 3. Столбик длинный, с 3 перистыми рыльцами. Плод — настоящая зерновка. Хромосомы мелкие, x=12.

## Виды
Род включает более 50 видов:
- Phyllostachys acuta C.D.Chu & C.S.Chao — Листоколосник острый
- Phyllostachys acutiligula G.H.Lai
- Phyllostachys albidula N.X.Ma & W.Y.Zhang
- Phyllostachys angusta McClure
- Phyllostachys arcana McClure
- Phyllostachys atrovaginata C.S.Chao & H.Y.Chou
- Phyllostachys aurea (André) Rivière & C.Rivière — Листоколосник золотистый, или Листоколосник золотой
- Phyllostachys aureosulcata McClure
- Phyllostachys bissetii McClure
- Phyllostachys carnea G.H.Ye & Z.P.Wang
- Phyllostachys circumpilis C.Y.Yao & S.Y.Chen
- Phyllostachys compar W.Y.Zhang & N.X.Ma
- Phyllostachys corrugata G.H.Lai
- Phyllostachys danxiashanensis N.H.Xia & X.R.Zheng
- Phyllostachys dulcis McClure — Листоколосник сладкий
- Phyllostachys edulis (Carrière) J.Houz. — Листоколосник съедобный
- Phyllostachys elegans McClure
- Phyllostachys fimbriligula T.H.Wen
- Phyllostachys flexuosa Rivière & C.Rivière — Листоколосник извилистый
- Phyllostachys funhuaensis (X.G.Wang & Z.M.Lu) N.X.Ma & G.H.Lai
- Phyllostachys glabrata S.Y.Chen & C.Y.Yao
- Phyllostachys glauca McClure — Листоколосник сизый
- Phyllostachys heteroclada Oliv. — Листоколосник разноветвистый, или Листоколосник скученный
- Phyllostachys hirtivagina G.H.Lai
- Phyllostachys incarnata T.H.Wen
- Phyllostachys iridescens C.Y.Yao & S.Y.Chen
- Phyllostachys kwangsiensis W.Y.Hsiung, Q.H.Dai & J.K.Liu
- Phyllostachys lofushanensis C.P.Wang, C.H.Hu & G.H.Ye
- Phyllostachys longiciliata G.H.Lai
- Phyllostachys makinoi Hayata — Листоколосник Макино
- Phyllostachys mannii Gamble
- Phyllostachys meyeri McClure — Листоколосник Мейера
- Phyllostachys microphylla G.H.Lai
- Phyllostachys nidularia Munro — Листоколосник гнездовой
- Phyllostachys nigella T.H.Wen
- Phyllostachys nigra (Lodd. ex Lindl.) Munro — Листоколосник чёрный
- Phyllostachys nuda McClure
- Phyllostachys parvifolia C.D.Chu & H.Y.Chou
- Phyllostachys platyglossa C.P.Wang & Z.H.Yu
- Phyllostachys primotina T.H.Wen
- Phyllostachys prominens W.Y.Hsiung
- Phyllostachys propinqua McClure
- Phyllostachys purpureociliata G.H.Lai
- Phyllostachys reticulata (Rupr.) K.Koch — Листоколосник бамбуковидный, или Листоколосник чешуйчатый
- Phyllostachys rivalis H.R.Zhao & A.T.Liu
- Phyllostachys robustiramea S.Y.Chen & C.Y.Yao
- Phyllostachys rubicunda T.H.Wen
- Phyllostachys rubromarginata McClure
- Phyllostachys rutila T.H.Wen
- Phyllostachys shuchengensis S.C.Li & S.H.Wu
- Phyllostachys stimulosa H.R.Zhao & A.T.Liu
- Phyllostachys sulphurea (Carrière) Rivière & C.Rivière — Листоколосник сернистый
- Phyllostachys tianmuensis Z.P.Wang & N.X.Ma
- Phyllostachys varioauriculata S.C.Li & S.H.Wu
- Phyllostachys veitchiana Rendle
- Phyllostachys verrucosa G.H.Ye & Z.P.Wang
- Phyllostachys violascens Rivière & C.Rivière
- Phyllostachys virella T.H.Wen
- Phyllostachys viridiglaucescens (Carrière) Rivière & C.Rivière — Листоколосник сизоватый
- Phyllostachys viridivagina G.H.Lai & J.J.Yue
- Phyllostachys vivax McClure
- Phyllostachys yunhoensis S.Y.Chen & C.Y.Yao
- Phyllostachys zhejiangensis G.H.Lai